# シャッフルユニット
シャッフルユニットとは、日常別々のグループに所属するメンバーを入れ替えて活動するユニットの形態をさす。
主にハロー!プロジェクトのシャッフルユニットを指し、本項ではそれについて詳述する。

## ユニットと参加メンバー
グループの枠を超えての組み合わせが特徴であり、ユニットは毎年特定のテーマに基づいて命名される。
- 2003年までは基本的に全員参加だが、モーニング娘。を卒業したメンバーは参加せず、それ以外にもデビュー直後のメンバーなどの不参加者がいる。
- 2004年は、「H.P.オールスターズ」として当時の所属者46名全員で出したCDがシャッフルユニットとして扱われた。なお、このCDの他の収録曲（2曲）は翌2005年のシャッフルユニットと同様に選抜されたメンバーによるものとなっている。
- 2005年は、選抜されたメンバーのみの参加となっている。

### 2000年：色ユニット
- 黄色5：安倍なつみ、保田圭、平家みちよ、本多RuRu（T&Cボンバー解散後は加護亜依）、アヤカ
- 青色7：飯田圭織、市井紗耶香（市井紗耶香卒業後は辻希美）、矢口真里、稲葉貴子、小湊美和（T&Cボンバー解散後は石川梨華）、ミカ、レフア
- あか組4：中澤裕子、後藤真希、信田美帆（T&Cボンバー解散後は吉澤ひとみ）、ダニエル（ダニエル卒業後は前田有紀）

※メロン記念日、カントリー娘。、三佳千夏は選抜されていない。

#### 備考
- プロデューサーのつんく♂は、当初この組み合わせのままで第2弾以降の曲を発売する可能性を示唆していた。また、メンバーがハロー!プロジェクトからの卒業により欠ける事になった場合には代わりのメンバーを入れていたが、この最初のケースである市井紗耶香の卒業により辻希美が入る事になった青色7に関しては、『ハロー!モーニング。』と『モーニング娘。のへそ』の2番組（共にテレビ東京系）により「青色7を救え」という連動企画が実施されていた。また、本多RuRuの卒業により加護亜依が入る事になった黄色5、小湊美和の卒業により石川梨華が入る事になった青色7、及び信田美帆の卒業により吉澤ひとみが入る事になったあか組4については、2001年3月4日に放送された「ハロー!モーニング。スペシャル」でのつんく♂のインタビューで決定された。
- 2000年6月24日に日本テレビ系列で放送された単発スペシャル番組『スーパースペシャル2000　天国か!?地獄か!?あか・青・黄大激突inハワイ』（通称「ハワイスペシャル」）に於いては、この組み分けをベースに、さらにメロン記念日を加えた以下の3組でゲームなどの対抗戦を行っていた。この時の追加メンバーは、ゲームの開始時に元からそれぞれのグループにいたメンバーが選んだ事になっているが、モーニング娘。の4期メンバーに関しては後に交代要員として決定した所属と同じである。
  - スーパーあか組7：あか組4に加え吉澤ひとみ、村田めぐみ、斉藤瞳
  - スーパー青色9：青色7に加え石川梨華、辻希美、柴田あゆみ（この時点で市井紗耶香は不在）
  - スーパー黄色7：黄色5に加え加護亜依、大谷雅恵

### 2001年：祭ユニット
- 三人祭：石川梨華、加護亜依、松浦亜弥
- 7人祭：平家みちよ、矢口真里、後藤真希、アヤカ、レフア、あさみ、柴田あゆみ
- 10人祭：飯田圭織、安倍なつみ、保田圭、吉澤ひとみ、辻希美、ミカ、りんね、村田めぐみ、斉藤瞳、大谷雅恵

※シェキドル、中澤裕子、稲葉貴子、前田有紀は選抜されていない。

#### 備考
- 10人祭のみ、この年限りフジカラー（富士フイルム）のCMに出演していた。
- 三人祭は、松浦亜弥が不在の場合は辻希美が代役を務める。
- 『松浦亜弥 ファーストコンサートツアー2002春 「First Date」』において松浦亜弥、平家みちよ、メロン記念日で六人祭として「チュッ!夏パ～ティ（六人祭　Version）」を披露している。
- 『プッチベスト2 〜三・7・10〜』において共通のC/Wである「HELLO!また会おうね」をシャッフルユニット参加者全員で20人祭として収録している。
- 本企画よりカントリー娘。やメロン記念日が選抜された。当初前田有紀は選抜されるはずだったが本企画では選抜されなかった。

### 2002年：幸せユニット
- ハッピー♥7：加護亜依、高橋愛、小川麻琴、新垣里沙、ミカ、あさみ、斉藤瞳
- セクシー8：平家みちよ、矢口真里、後藤真希、石川梨華、吉澤ひとみ、アヤカ、大谷雅恵、里田まい
- おどる♥11：飯田圭織、安倍なつみ、保田圭、辻希美、紺野あさ美、りんね、村田めぐみ、柴田あゆみ、松浦亜弥、石井リカ、藤本美貴

※ハロー!プロジェクト・キッズ、中澤裕子、稲葉貴子、前田有紀は選抜されていない。

#### 備考
- この時本来ライバル関係にあり、出版社も異なる青年コミック誌3誌による「合同表紙ジャック」という企画が実施され、しかも発売日が同じ週だった。組み合わせは以下の通りだった。
  - ハッピー♥7：週刊ヤングマガジン（講談社）2002年7月22日号（7月15日発売）
  - セクシー8：週刊ヤングジャンプ（集英社）2002年7月18日号（7月11日発売）
  - おどる♥11：週刊ヤングサンデー（小学館）2002年7月18日号（同上）
  - なお、翌年のシャッフルユニットでも同趣旨の企画が実施されたが、小学館の掲載雑誌がビッグコミックスピリッツに変更された。
  - おどる♥11にはお囃子として小湊美和も参加している。

### 2003年：自然ユニット
この年から3組で1枚のCDを出す様になった。つんく♂曰く、「ミニアルバム形式です。」
- 7AIR：石川梨華、高橋愛、新垣里沙、稲葉貴子、ミカ、里田まい、大谷雅恵
- SALT5：安倍なつみ、加護亜依、小川麻琴、松浦亜弥、前田有紀
- 11WATER：飯田圭織、矢口真里、吉澤ひとみ、辻希美、紺野あさ美、藤本美貴、アヤカ、あさみ、斉藤瞳、村田めぐみ、柴田あゆみ

※ハロー!プロジェクト・キッズ、中澤裕子、保田圭、後藤真希、亀井絵里、道重さゆみ、田中れいな、みうなは選抜されていない。

### 2004年：H.P.オールスターズ
この年は3組のユニットを結成せず、「H.P.オールスターズ」として、当時の所属者46名全員によるCDをリリースした。これ以外に同CDでは以下の選抜メンバーによる2曲が収録されている。
- 三角関係（稲葉貴子、大谷雅恵、柴田あゆみ、松浦亜弥）
- 好きになっちゃいけない人（田中れいな、村上愛、鈴木愛理）

### 2005年：優雅ユニット
つんく♂曰く、「編成に関しては、別に意味は無いけど。」との事。但しセクシーオトナジャンは三浦徳子による作詞である。
総勢11名と、始まって以来の最小人数となった。
- セクシーオトナジャン：藤本美貴、夏焼雅、村上愛
- エレジーズ：高橋愛、田中れいな、里田まい、柴田あゆみ
- プリプリピンク：中澤裕子、飯田圭織、保田圭、稲葉貴子

### チャンプルユニット
2009年6月につんく♂によりタンポポ・プッチモニ・ミニモニ。・ZYX・あぁ!・美勇伝が新メンバーで再結成することが発表され、同年7月15日にカバーアルバム『チャンプル①〜ハッピーマリッジソングカバー集〜』を発売した。
- High-King：高橋愛、田中れいな、清水佐紀、矢島舞美、前田憂佳
- 続・美勇伝：道重さゆみ、ジュンジュン、菅谷梨沙子
- あぁ!：夏焼雅、鈴木愛理、佐保明梨
- ZYX-α：新垣里沙、久住小春、嗣永桃子、徳永千奈美、須藤茉麻、梅田えりか、和田彩花、小川紗季
- 新ミニモニ。：リンリン、福田花音、竹内朱莉、宮本佳林
- プッチモニV：中島早貴、萩原舞、真野恵里菜
- タンポポ#：亀井絵里、光井愛佳、熊井友理奈、岡井千聖

## 音楽

### シングル
- 赤い日記帳（あか組4、2000年3月8日）
- 青いスポーツカーの男（青色7、同上）
- 黄色いお空でBOOM BOOM BOOM（黄色5、同上）
- ダンシング! 夏祭り（10人祭、2001年7月4日）
- サマーれげぇ!レインボー（7人祭、同上）
- チュッ! 夏パ〜ティ（三人祭、同上）
- 幸せきょうりゅう音頭（おどる♥11、2002年7月3日）
- 幸せですか?（セクシー8、同上）
- 幸せビーム!好き好きビーム!（ハッピー♥7、同上）

※以上9組のC/W（Coupling With）にはその年のユニット共通の曲（2000年は「Hello!のテーマ」、2001年は「HELLO!また会おうね」、2002年は「よくある親子のセレナーデ」）が収録されている。なお、2000年と2001年については全員が歌っているバージョンが『プッチベスト』と『プッチベスト2』それぞれの最終トラックに収録されている。
- 壊れない愛がほしいの/GET UP!ラッパー/BE ALL RIGHT!（7AIR／SALT5／11WATER、2003年7月9日）
- オンナ、哀しい、オトナ/印象派 ルノアールのように/人知れず 胸を奏でる 夜の秋（セクシーオトナジャン／エレジーズ／プリプリピンク、2005年6月22日）- セクシーオトナジャンの「オンナ、哀しい、オトナ」は、2013年公開のハリウッド映画『ウルヴァリン:SAMURAI』の挿入歌に採用されている[1]。

### シングルV
- DVDザ・黄青あか（黄色5・青色7・あか組4、2000年5月24日）
- ザ・三・7・10人祭（三人祭・7人祭・10人祭、2001年8月29日）
- シングルV「幸せビーム!好き好きビーム!」「幸せですか?」「幸せきょうりゅう音頭」（ハッピー♥7・セクシー8・おどる♥11、2002年8月21日）
- シングルV「壊れない愛がほしいの／GET UP!ラッパー／BE ALL RIGHT!」（7AIR・SALT5・11WATER、2003年7月9日）
- シングルV「オンナ、哀しい、オトナ／印象派 ルノアールのように／人知れず 胸を奏でる 夜の秋」（セクシーオトナジャン/エレジーズ/プリプリピンク、2005年7月6日）

### アルバム
- プッチベスト-黄青あか-（2000年4月26日）
- プッチベスト2-三・7・10-（2001年12月19日）
- プッチペスト3（2002年12月18日）
- プッチペスト4（2003年12月17日）
- プッチベスト5（2004年12月22日）
- プッチベスト6（2005年12月21日）
- ハロー!プロジェクト シャッフルユニット メガベスト(CD+DVD)（2008年12月10日）
- チャンプル①〜ハッピーマリッジソングカバー集〜（2009年7月15日）
- プッチベスト10（2009年12月2日。ピラッ!乙女の願い（プッチモニV）／アンブレラ（タンポポ#）／夢と現実（あぁ!）／ペン ペン 兄弟（新ミニモニ。）／DESTINY LOVE（High-King）を収録。）

### DVD
- プッチベストDVD（2004年12月15日）
- プッチベスト2DVD（同上）
- プッチベスト3DVD（同上）
- プッチベスト4DVD（2003年12月17日）
- プッチベスト5DVD（2004年12月15日）
- プッチベスト6DVD（2005年12月21日）